# Alice 19th
Alice 19th (ありす19th, Arisu Naintīnsu) és un manga escrit per Yuu Watase, més coneguda per crear Fushigi Yûgi i Ayashi no Ceres. A diferència d'altres sèries seves, aquesta és més occidental. Les altres estaven molt influenciades per la cultura xinesa.

## Argument
Alice Seno és una noia de quinze anys que està enamorada de Kyo Wakamiya. Però hi ha un problema, i és que la seva germana gran surt amb ell. La seva germana Mayura, és una noia molt maca i molt popular a l'institut. I a Alice se la coneix com: la germana petita de Mayura. A més, molta gent es burla d'ella i la molesten, perquè és molt tímida, i mai contesta malament.
I com si no tingués prou problemes, un dia la seva germana desapareix, just després que Alice li digués que desaparegués.
I és que ella no és una noia normal, és una mestra del lotis. O sigui, que ella és capaç d'usar el poder de les paraules. El que li ha passat a Mayura, és un accident.
Llavors es descobreix que Kyo Wakamiya també és un mestre del lotis.
I els dos junts, juntament amb en Frey i la Nyozeka, que els aconsellaran en tot moment sobre com usar el lotis, aniran a la recerca de la Mayura.

## Personatges
Alice Seno (瀬野 ありす, Seno Arisu), és una adolescent de quinze anys. Ella està enamorada d'en Kyo Wakamiya, que és el noi que surt amb la seva germana gran Mayura. Un dia salva a una conilleta que està a punt de ser atropellada per un cotxe, gràcies al 19é lotis, que és langu (valor), i des d'aquell dia és una mestra del lotis. Té un braçalet, que també tenen tots els mestres del lotis, i que té tantes pedres com paraules del lotis sabés usar. Li agrada molt enviar missatges per mòbil. Li diu a la seva germana que desaparegui i sense voler, utilitza el poder del lotis, i com que encara no el domina prou, la Mayura desapareix de veritat, i ara l'ha d'anar a buscar.
Mayura Seno (瀬野 真由良, Seno Mayura), és la germana gran de la protagonista. És la xicota d'en Kyo Wakamiya. És una noia molt popular i guapa, un any la van escollir com a "Reina de l'institut". Encara que és la germana gran, és la més consentida. Va al club de tir amb arc amb en Kyo. És molt al·lèrgica als animals, i per això no poden tenir animals a casa, encara que a Alice li agradaria tenir un conill. Ella es converteix en una mestra del Maram, que són els enemics dels mestres del lotis, ja que utilitzen el poder de les paraules per fer el mal. D'ençà que sap que a Alice li agrada en Kyo, ella odia a la seva germana, i uns quants cops intenta matar-la. Ara és la cap del Maram.
Kyo Wakamiya (若宮 叶, Wakamiya Kyō), és un mestre del lotis. És el xicot de la Mayura. És del club de tir amb arc. És un noi molt seriós i tranquil. Els seus pares van morir. El seu pare era alcohòlic, i maltractava a la seva dona, fins al punt de matar-la. Té un passat turbulent, perquè a la secundària va apallissar a un noi i quasi el mata. Perquè aquest noi estava molestant una noia, i ell es va recordar del que li passava a la seva mare a mans del seu pare. Ha canviat uns quants cops d'escola, de casa, i de tutors. Ara viu amb els seus tiets, i els ajuda a la pastisseria que tenen. Acompanya a Alice per buscar a la Mayura, ell se sent culpable de la seva desaparició.
Nyozeka (ニョゼカ, Nyozeka), és la conilleta que salva l'Alice en el primer volum. Està destinada a trobar nous mestres del lotis, com fa amb Alice i en Kyo. D'ençà que descobreix el poder de Alice, es queda a viure a casa seva. I és una gran ajuda, perquè els guia en com utilitzar el lotis. Té tres formes diferents, que pot escollir segons el moment: la forma més normal, la d'un conill branc; la forma més estranya i la que està més estona, que és com una nena petita disfressada amb orelles i potes de conill, i la forma que menys usa, que té forma rodona amb orelles i potes de conill.
Frey Weilhausen (フレイ・ウィルハーゼン, Furei Wiruhāzen), és un mestre del lotis, que ja domina les 24 paraules del lotis. Té 19 anys. Apareix en al final del primer volum, dient que és el promès d'Alice. Ja que els mestres del lotis només es poden casar amb altres mestres del lotis. Està obsessionat en la melmelada. És noruec. Sempre està lligant amb les noies que es troba. Acompanya a Alice i Kyo en busca de la Mayura, i els ajuda i ensenya moltes vegades sobre com usar el lotis. És el primer mestre del lotis que es posa en contacte amb ells. Té una petita trena al costat esquerre, que és un dels símbols més destacats en l'orde escandinau de Lotsuan.
Chris/ Christopher William Orson Andrew Roland XIII (クリストファー・ウィリアム・オーソン・アンドリュー・ローランド13世, Kurisutofuā Wiriamu Ōson Andoryū Rōrando 13), és un aristòcrata britànic, que també domina l'art del lotis. Té 13 anys. És deixeble de la branca britànica de l'Orde Sagrat de Lotsuan. La seva família té molts diners. És molt intel·ligent, tant, que ja va a la universitat. Li agrada l'equitació. La seva mare va morir quan ell era petit, i com que el seu pare treballa molt, viu amb el seu majordom i xòfer, Steward. És el segon mestre del lotis que es posa en contacte amb ells. Una de les seves debilitats són els dolços i els pastissos.
Billy MacDowell (ビリー・マクドウェル, Birī Makudoweru), és un mestre del lotis dels Estats Units. Té 28 anys. Encara que de vegades sigui una mica maleducat, en el fons és una bona persona que es preocupa molt pels altres. Li agraden molt els nens. Té una xicota amb la qual es vol casar. Li agrada molt la música. Pel seu aspecte no ho sembla, però és un treballador de correus, molt eficient i molt seriós. Apareix en el cinquè volum, salvant al Kyo d'un mestre del maram.

## El principi dellotisi delmaram
Fa milers d'anys, en un país d'Orient vivia un jove anomenat Lotsuan. Ell tenia un poder, podia sentir la força vital del nostre món. A aquest poder, li va donar forma de paraules. El va dividir en 24 signes, perquè la resta de les persones ho entenguessin millor. Van rebre el nom de lotis, "El llenguatge sagrat". La gent va aprendre a usar aquest art, i sempre que es trobaven amb Lotsuan, l'anomenaven "Nostre Mestre" i el respectaven. Ell va escollir a deu deixebles, perquè propaguessin les ensenyances del lotis pel món. Ells van ser els primers mestres del lotis.
Però no tothom pensa igual, i un dels deixebles el va trair. I va crear les paraules del maram. Que potenciaven els sentiments negatius que viuen en les ànimes dels humans. Això es va estendre per tot el planeta, i va començar aquesta lluita entre aquests dos poders.

## El llenguatge dels lotis
El llenguatge del lotis són uns caràcters inspirats en un alfabet d'origen desconegut, molt usat en els pobles del nord d'Europa des dels primers segles de l'època Cristiana fins a mitjans de l'edat mitjana, i dels que es deia que tenien poders místics. I qui pugui dominar el poder dels lotis, podrà usar-los amb finalitats benèfiques, encara que llavors haurà de lluitar contra els maaras, els enemics dels lotis, que també són uns caràcters amb poders místics.

## Llistat delotis
| Num.  | Nom   | Significat                   |
| ----- | ----- | ---------------------------- |
| l     | Manou | Amor, Afecte                 |
| ll    | Paasa | Sinceritat, Veritat          |
| lll   | Dana  | Aigua, Benedicció            |
| lV    | Yl    | Foc, Passió                  |
| V     | Saqua | Coneixements, Saviesa        |
| Vl    | Jetta | Lluita, Justicia             |
| Vll   | Riiya | Barrera, Protecció           |
| Vlll  | Lana  | Esperança                    |
| lX    | Alet  | Puresa                       |
| X     | Wido  | Confiança, Respecte          |
| Xl    | Ruta  | Força de voluntat, Constança |
| Xll   | Saat  | Belleza, Perfecció           |
| Xlll  | Shibi | Pau, Tranquil·litat          |
| XlV   | Jiiva | Recuperació, Curació         |
| XV    | San   | Amistat, Companyia           |
| XVl   | Kaala | Protecció                    |
| XVll  | Raj   | Llum, Sol                    |
| XVlll | Fola  | Temps                        |
| XlX   | Langu | Valor, Acció                 |
| XX    | Utei  | Observar, Despertar          |
| XXl   | Shet  | Vida, Destí                  |
| XXll  | Sama  | Camí                         |
| XXlll | Vimuk | Volar, Alliberar, Vent       |
| XXlV  | Yugu  | Vegetació                    |